# Dubysa
Die Dubysa (deutsch: Dubissa) ist ein rechter Nebenfluss der Memel in Litauen. Ab dem Mittellauf fließt die Dubysa tief eingebettet in einem Tal. Sie ist zum Paddeln beliebt. Die Wasserqualität erlaubt auch das Baden im Fluss.

## Sehenswürdigkeiten und Bauwerke

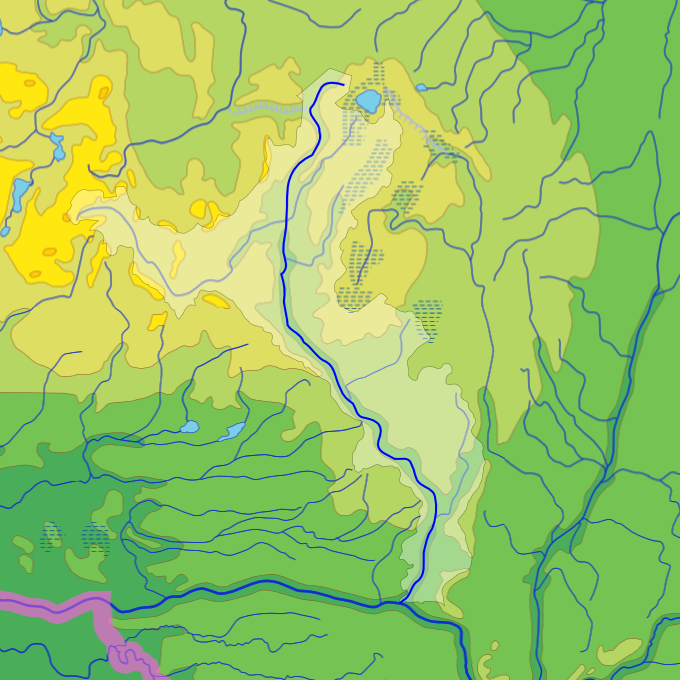
Dubysa-Becken – Einzugsgebiet: 1972,6 km²

Der Fluss ist naturbelassen und nicht begradigt, abgesehen von mehreren kleinen Staustufen, die von ehemaligen Wassermühlen stammen.
Auffälligstes Bauwerk ist die ursprünglich von Deutschen im Ersten Weltkrieg erbaute Eisenbahnbrücke, die "Hindenburg Brücke" bei Lyduvėnai, die mit 600 m Länge die längste Brücke in Litauen ist. Durch den Venta-Dubysa-Kanal besteht eine Verbindung mit dem nördlich gelegenen Flusssystem der Venta. Am Ufer befinden sich zahlreiche archäologische Denkmäler, insbesondere Burghügel aus der späten Bronze- und frühen Eisenzeit.